# Мёллер, Педер (скрипач)
Пе́дер Мёллер (дат. Peder Møller; 28 февраля 1877, Брёндерслев, ныне область Северная Ютландия — 1 июля 1940, Копенгаген) — датский скрипач.
Учился, а затем на протяжении 15 лет жил и работал в Париже, по возвращении на родину поступил в 1910 году в Королевскую капеллу. Наиболее известен как первый исполнитель написанного для него Концерта для скрипки с оркестром Карла Нильсена: премьера состоялась 28 февраля 1912 года (в день 35-летия солиста), Нильсен дирижировал, вслед за первым исполнением композитор и солист вместе сыграли концерт в Стокгольме, Осло, Париже и Берлине. Был также первым исполнителем скрипичного концерта Зигфрида Саломона (1916). Как ансамблевый музыкант выступал в составе фортепианного трио Агнес Адлер. С 1914 года преподавал в Копенгагенской консерватории.
Премия Педера Мёллера (дат. Peder Møller Prisen) с 1944 года вручается в Дании исполнителю камерной музыки.